# Lemvig
Lemvig este un oraș în Danemarca.